# Gmina Pęcław
Gmina Pęcław je polská vesnická gmina v okrese Hlohov v Dolnoslezském vojvodství. Sídlem gminy je obec Pęcław. V roce 2021 zde žilo 2 203 obyvatel.
Gmina má rozlohu 64,3 km² a zabírá 14,5 % rozlohy okresu. Skládá se z 9 starostenství.

## Části gminy
Starostenství
Białołęka, Droglowice, Kotowice, Leszkowice, Pęcław, Piersna, Wierzchownia, Wietszyce, Wojszyn.
Sídla bez statusu starostenství
Igłowice, Turów.